# Viviane Geppert
Viviane Beverly June „Vivi“ Geppert (* 5. Juni 1991 in Wiesbaden) ist eine deutsche Fernsehmoderatorin.

## Leben und Wirken
Geppert wuchs im südbadischen Kirchzarten auf. Im Alter von 15 Jahren nahm sie an der zweiten Staffel von Germany’s Next Topmodel teil, nachdem ein Model-Scout sie auf die Möglichkeit einer Teilnahme angesprochen hatte. Um teilnehmen zu können, gab sie an, bereits 16 Jahre alt zu sein. Geppert gelangte unter die letzten 25 Teilnehmerinnen.
Nach dem Abitur 2009 am Marie-Curie-Gymnasium Kirchzarten absolvierte sie von 2010 bis 2013 ein Bachelor-Studium der Medien- und Kommunikationswissenschaften an der Universität Augsburg und arbeitete in dieser Zeit beim Studentenradio Kanal C in Augsburg. Seit dem 11. Januar 2016 moderiert sie an der Seite von Daniel Aminati oder Thore Schölermann das Boulevardmagazin taff auf ProSieben. Zuvor arbeitete sie bei dem Sender bereits als Volontärin und Redakteurin des Boulevardmagazins red! Stars, Lifestyle & More, das sie ebenfalls seit 2016 moderiert. Bei der Oscarverleihung 2016 übernahm sie die Nachfolge von Steven Gätjen und berichtete zusammen mit Annemarie Carpendale für ProSieben vom Roten Teppich.
Im April 2017 moderierte sie zusammen mit Thore Schölermann Die große ProSieben Völkerball Meisterschaft. Im Dezember 2018 moderierte sie Die großen ProSieben Wintergames. Seit 2019 interviewt sie bei The Masked Singer im Anschluss Red in Abwechslung mit Annemarie Carpendale den demaskierten Promi. Im Jahr 2020 war Geppert Backstage-Reporterin der ProSieben-Show FameMaker. Im November 2020 moderierte sie die Sendung JENKE.Live.Der Talk. mit Jenke von Wilmsdorff. Im Januar 2022 nahm Geppert an der ProSieben-Spielshow Schlag den Star teil und gewann durch einen Sieg über Konkurrentin Valentina Pahde 100.000 €.

## Persönliches
Seit Juni 2022 ist Viviane Geppert verheiratet. Ein Sohn wurde im Mai 2023 geboren. Sie lebt in München.

## TV-Auftritte
- 2016, 2018: Sat.1-Frühstücksfernsehen, Sat.1 (2 Auftritte)
- 2019, 2021: Wer weiß denn sowas?, Das Erste (2 Auftritte)
- 2019, 2020, 2021, 2022: Joko & Klaas gegen ProSieben, ProSieben (6 Auftritte)
- 2020: Alle gegen Einen, ProSieben (1 Auftritt)
- 2020: Wer sieht das denn?!, ProSieben (1 Auftritt)
- 2020: Genial oder Daneben?, Sat.1 (1 Auftritt)
- 2020: Buchstaben Battle, Sat.1 (2 Auftritte)
- 2020: Sweet & Easy – Enie backt, Sixx (1 Auftritt)
- 2020: Jenke. Live. Der Talk., ProSieben (1 Auftritt)
- 2021: Luke! Die Schule und ich, Sat.1 (1 Auftritt)
- 2021: Die Bruce Darnell Show, Moderation bei ProSieben[14]
- 2022: Schlag den Star, ProSieben (1 Auftritt)
- 2023: Mission: Job Unknown, ProSieben (1 Auftritt)
- 2025: Wer isses, ProSieben (1 Auftritt)